# Schloss Loburg

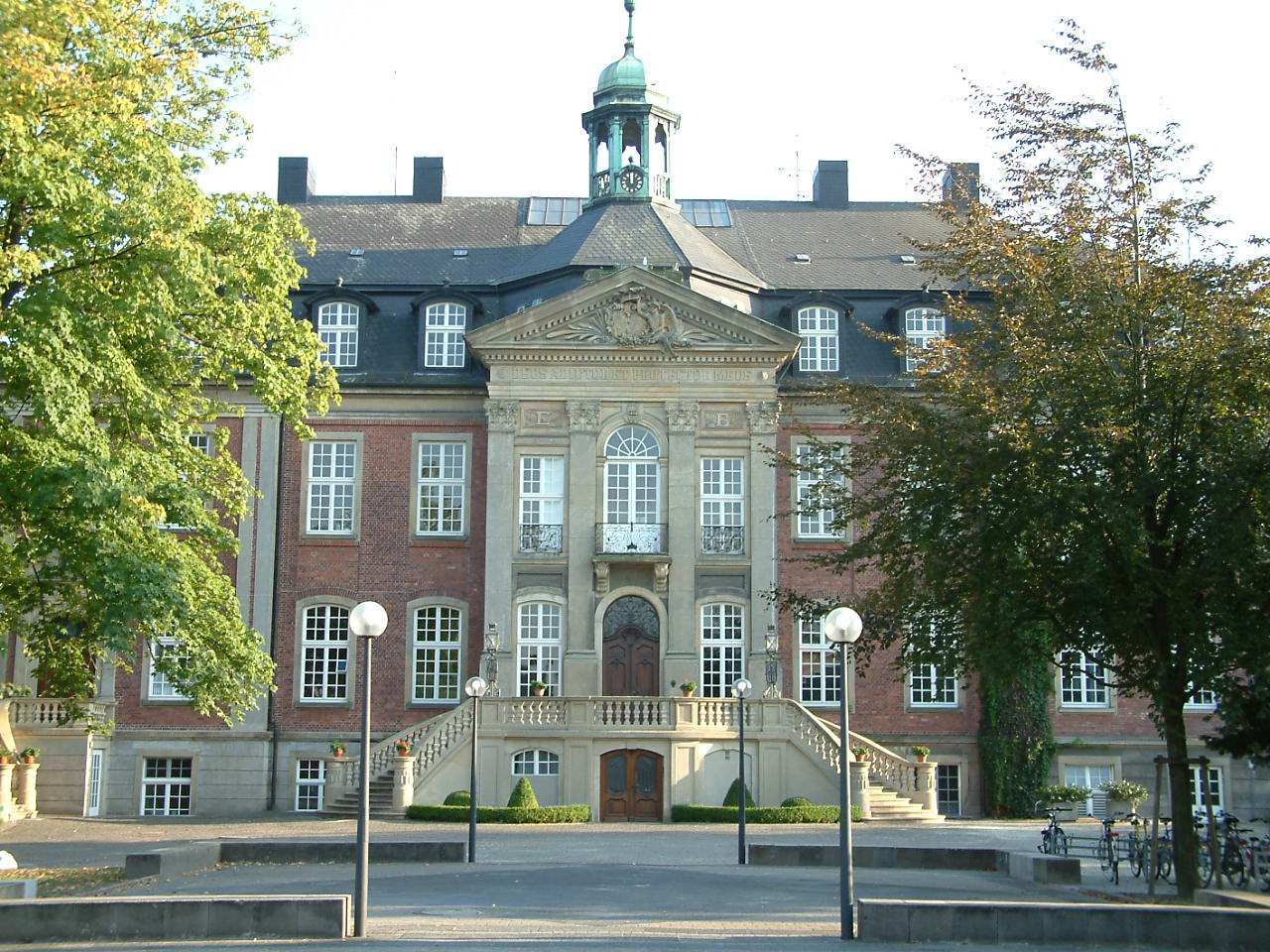
Schloss Loburg

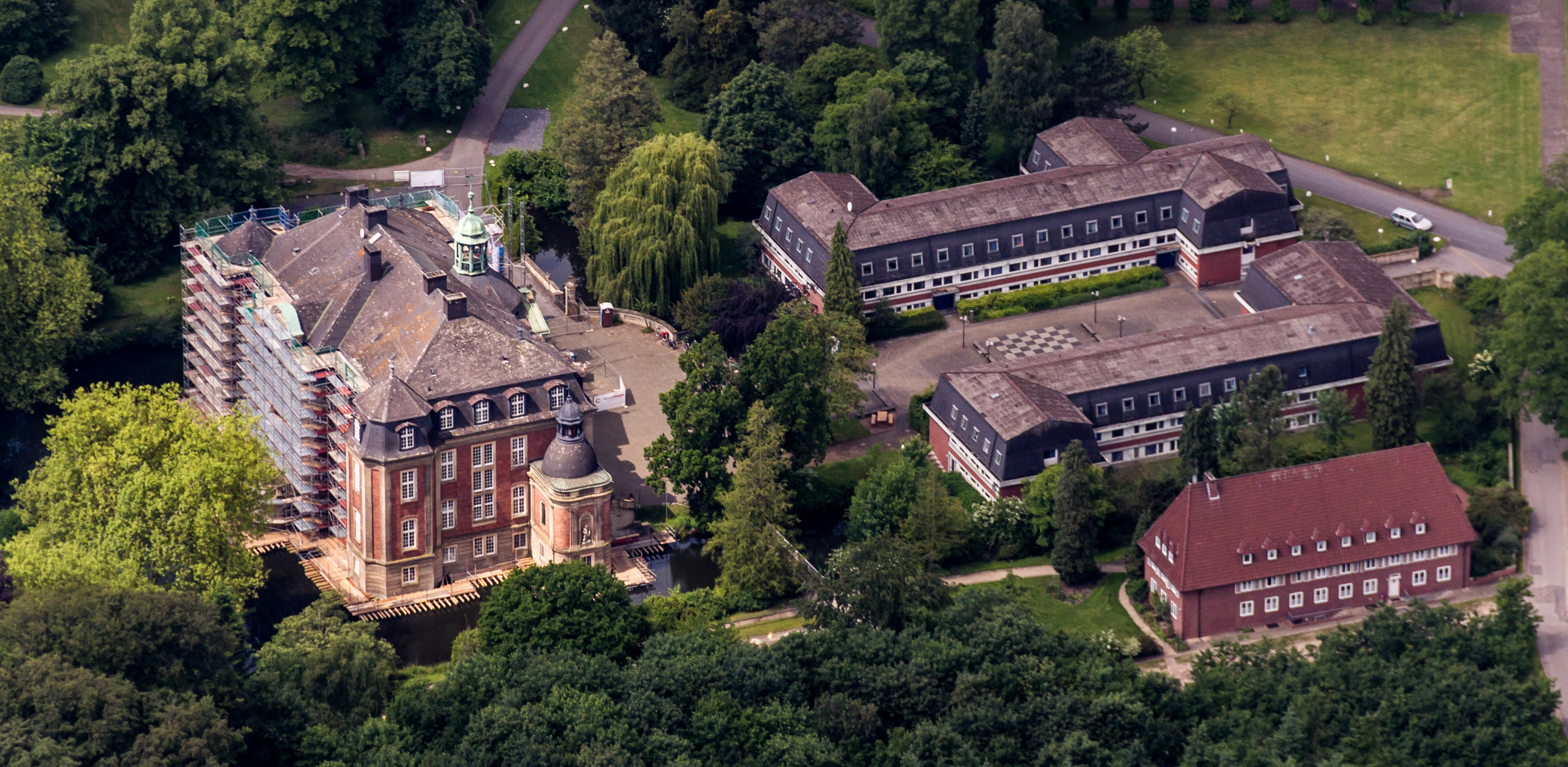
Luftbild (2014)

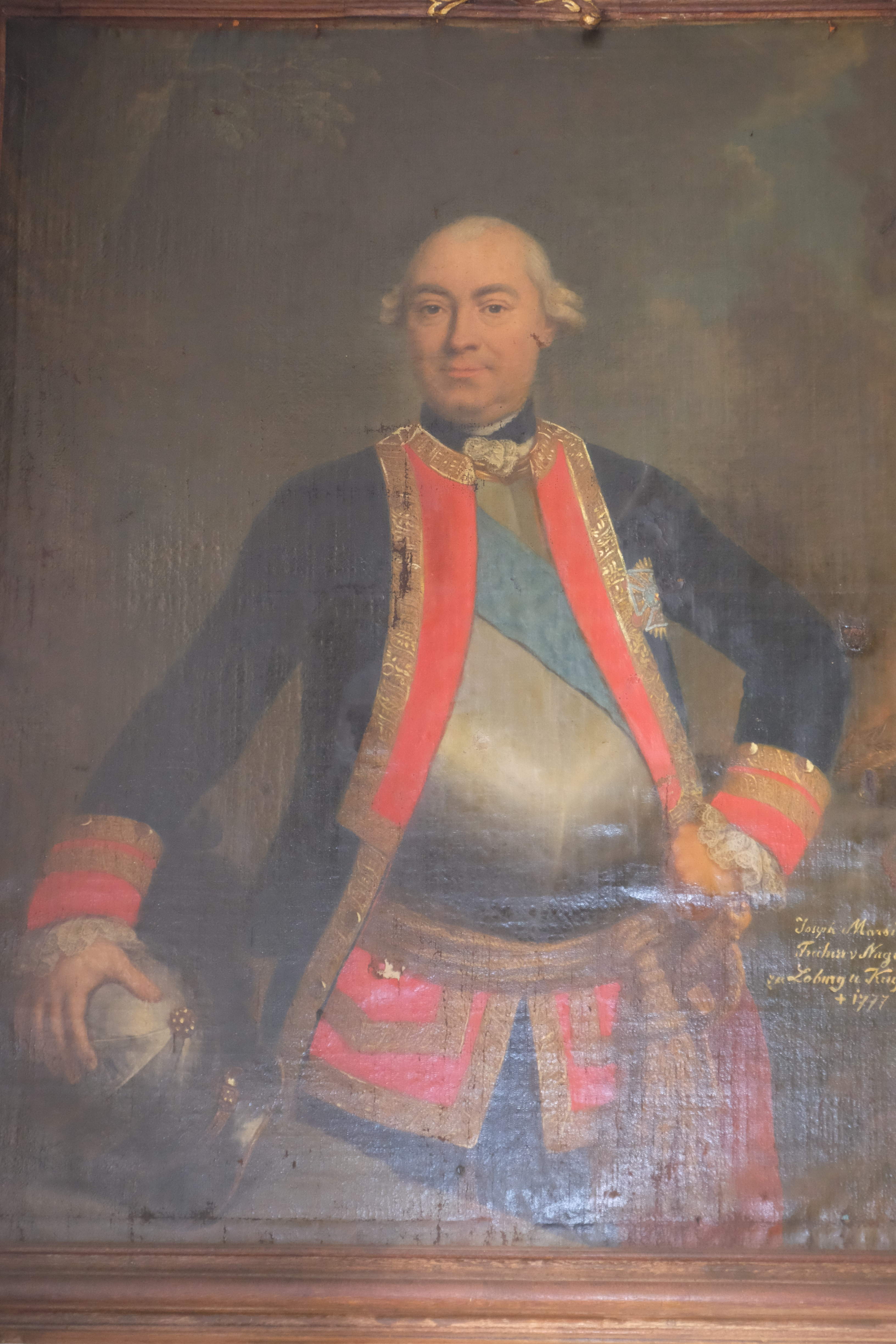
Die Erbauer der Loburg: Josef Marsil Wilhelm Xaver von Nagel zur Loburg

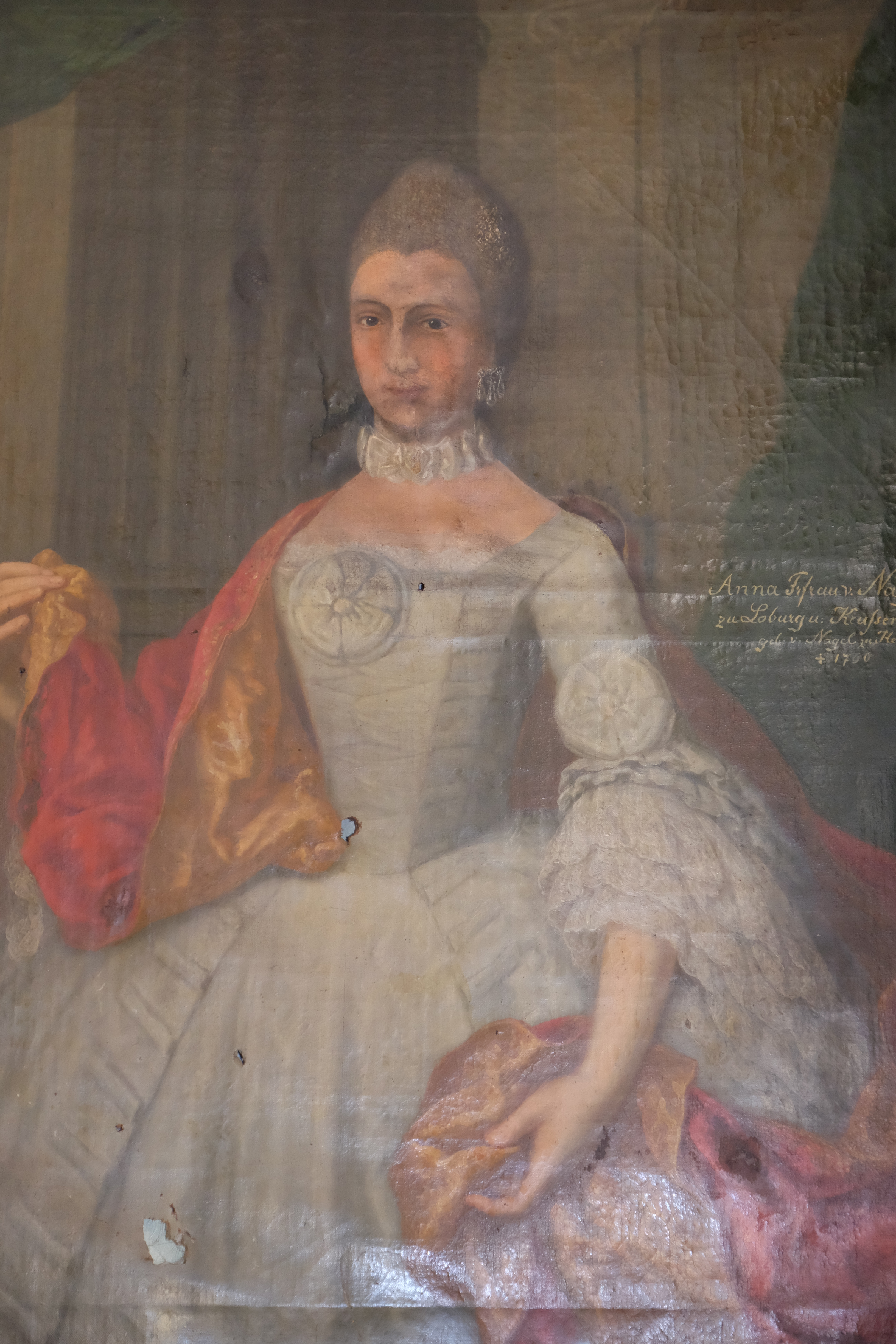
und seine Frau Maria Anna von Nagel vom Haus Herl

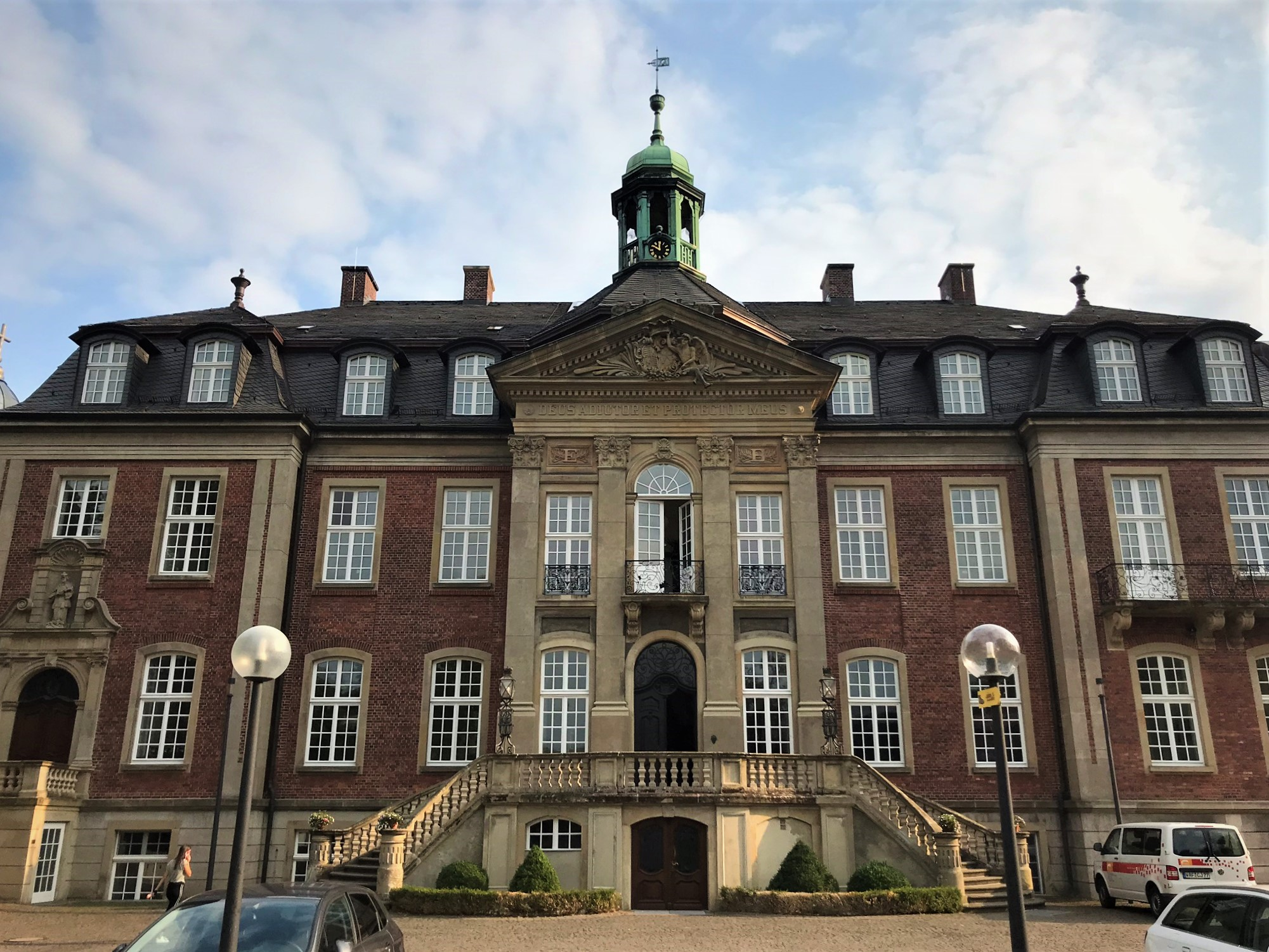
Schloss Loburg Frontansicht (2018)

Das Schloss Loburg ist ein Wasserschloss in der Nähe von Ostbevern im Münsterland.
Schloss Loburg wurde 1294 erstmals urkundlich erwähnt. Im 15. Jahrhundert erfuhr es eine Erweiterung um eine Teilbefestigung und im Jahr 1760 wurde es nach den Plänen von Johann Conrad Schlaun zum barocken Lustschloss umgebaut. Heute beherbergt das nach einem Brand im Jahre 1900 im neobarocken Stil wiederaufgebaute Schloss eine Schule mit zugehörigem Internat. Das Schloss ist umgeben vom Loburger Park mit seiner Rhododendronanlage, durch den angrenzenden Wald führt der Loburger Kreuzweg.

## Geschichte

### Schulzenhof Loburg
Am 19. Juli 1294 wurde ein „Lohaus“ zum ersten Mal urkundlich erwähnt. Es war im Besitz der Schulzen von „Lohove“. Ritter Gerlach von Bevern und sein Sohn Hermann beschenkten eine von ihnen gestiftete Vikarie mit Renten. Der erste Vikar kaufte das Erbe Wieschhaus. Die Loburg dürfte damit ein gut situierter Besitz geworden sein und zu den ansehnlichen Pfründen gehört haben.

### Ritterburg Loburg
Sie kam um 1400 durch die Hand der Erbtochter Kunigunde von Bevern an ihren Ehemann Dietrich Stael. Ab 1412 tauchte ein „Lohoff castrum Johannes de Bevern“ auf. Da zum ersten Mal von einer Burg gesprochen wurde, wird man ihre Entstehung um das Jahr 1400 vermuten können. Die noch 1828 vorhandenen Gräften legen ein stattliches Ausmaß dar. In der 1984 wiedergefundenen Beschreibung heißt es:

„Der andere Adelssitz liegt im Nordosten, allerdings wird er von keinem Fluss umspült. Wenn man von der Vorderseite an die Burg herangeht, liegt sie offen da, nur durch einen dreifach Graben geschützt; wenn man von der Hinterseite kommt, durch einen einfachen … Um die Burg stehen riesige Bäume, die die Burg den Blick entziehen, wenn man nicht näher herangeht. Das Ackerland, das auf allen Seiten die Burg umgibt, ist teils lehmig, teils sandig, aber sehr ertragreich bei Anbau von Weizen, Hafer, Gerste und jenes brauen Korns. (wahr. Buchweizen)“

### Droste zur Loburg
1517 heiratete die Erbtochter Anna Stael zu Loburg Heinrich von Münster, doch blieb die Ehe kinderlos. Als Anna Stael um 1559 starb, kam es zu einer Erbteilung. Die eine Hälfte der Höfe sowie eine Entschädigung von 3.500 Talern ging an die Geschwister Heinrich, Johann und Lenecke Korff, die andere Hälfte der Höfe und das Haus Loburg an die Familie Droste zu Senden. Nachdem aus der Ehe von Joachim Droste zur Loburg und seiner Frau Elisabeth von Chalon kein männlicher Erbe entsprungen war, gelangte die Burg schließlich an die Tochter Elisabeth Anna Droste zur Loburg, die das Gut am 14. April 1649 in die Ehe mit Adolf von Nagel mit einbrachte.

### Von Nagel zur Loburg
1651 wurde Adolf von Nagel zu Ittlingen als Besitzer genannt und begründete damit die 134-jährige Dynastie derer von Nagel auf der Loburg. Deren erster Sohn Georg Joachim heiratete Magaretha Adelheid Dorothea von Eerde († 1724). Deren Sohn Johann Caspar Friedrich von Nagel zu Loburg heiratete 1716 Elisabeth Bernhardina Theodora von Valcke, zuvor Kanonisse zu Stift Nottuln. Der jüngere Sohn Heidenreich Adolf, Domherr zu Münster und Osnabrück, Propst zu St. Mauritz und münsterischer Hofkammerpräsident, erbte Schloss Loburg nach dem Tod seines Bruders Johann Caspar 1732. Mit ihm starb der ältere Zweig von Nagel zu Loburg 1748 aus. Adolfs zweiter Sohn Wilhelm Franz von Nagel zu Loburg heiratete am 25. August 1695 Catharina Charlotte von Köth zu Wanscheid (Tochter des Johann Wilhelm Köth von Wanscheid und der Clara Elisabeth von Cronberg). Mit der benachbarten Familie Schenckinck auf Haus Bevern gab es mehrere Konflikte um Gerichtsbarkeiten. Der andauernde Konflikt zwischen den beiden Familien fand in zwei Streitfällen Niederschlag. Zu allem Überfluss lieh sich Wilhelm Franz von Nagel auch noch Geld von Johann Eberhard Droste zu Nienburg und zahlte nicht zurück. Der Gläubiger pfändete daraufhin das Haus Keuschenburg. Zwar konnte von Nagel dies mit Hilfe eines Verwandten in Münster, Dietrich Hermann von Nagel, der Generalwachtmeister des Fürstbischof Christoph Bernhard von Galen war, zunächst abwenden. Sein Widersacher wurde am 26. April 1675 verhaftet und am 7. August 1675 wurde auf Befehl des Fürstbischofes Christoph Bernhard von Galen durch die Soldaten des Dietrich Hermann von Nagel die Nienburg zerstört. Doch dieser hatte bereits am Reichskammergericht in Speyer die Reversion beantragt. 1685 wurde Johann Eberhard Droste die Keuschenburg und die Nienburg als Eigentümer wieder zugeschrieben. Zwar konnte ein Verwandter von Wilhelm Franz von Nagel, Christoph Bernhard von Nagel die Nienburg erwerben, doch die Keuschenburg war für Wilhelm Franz von Nagel verloren und seine Schulden waren nicht weniger, sondern mehr geworden. Von Nagel beantragte die Landtagsfähigkeit, die ihm zugesprochen wurde und ihm eine beschränkte Mitbeteiligung im Fürstbistum sicherte. 1742 gelang es seinem Sohn Josef Marsil Wilhelm Xaver von Nagel zur Loburg, fußend auf den alten Lehnsansprüchen, für die Keuschenburg das Nießbrauch für seine Familie zu erringen. Die Burg Loburg war in einem schlechten Zustand, sodass sich Josef Marsil Wilhelm und seine Ehefrau Maria trotz der finanziell prekären Situation mit der Neuplanung eines Barockschlosses befassten.

### Der Schlaunbau

Originalentwurf Schlauns

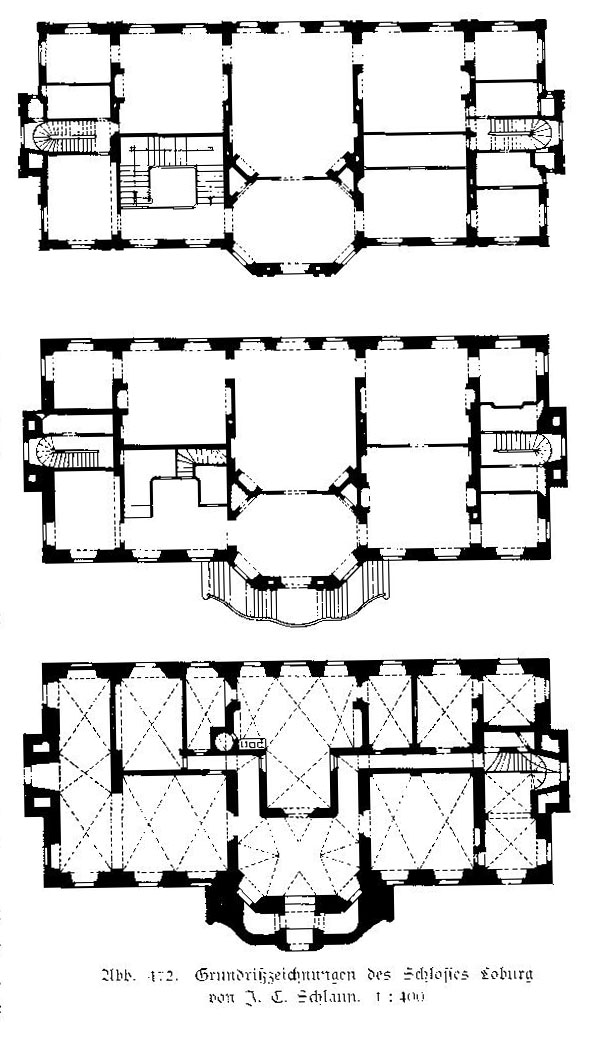
Grundriss des Schlaunbaus

1760 wurde die reparaturbedürftige Burg abgerissen. Nach Plänen von Johann Conrad Schlaun entstand 1766 ein kleines Barockschloss mit ovalem Hofraum und breiten Gräften, über die drei Zugbrücken führten. Das Schloss selbst wurde zweistöckig mit Mansarddach, einer Flügeltreppe vor der Mittelfront und einem dreiseitig vorspringenden Mittelrisalit errichtet. 1785 musste Clemens August Theodor Josef von Nagel zur Loburg, der Sohn des Erbauers, das Schloss Loburg aus finanziellen Gründen zwangsversteigern lassen. Auch der Schlossbau hatte zum Ruin der Familie mit beigetragen. Am 7. Juni 1785 wurde es mit etwa 500 Morgen Grund in einer Zwangsversteigerung dem Meistbietenden zugeschlagen. Die verarmte Familie Nagel war schon zuvor in das Haus Keuschenburg umgezogen, dass ihnen zwar nicht mehr gehörte, wo sie aber noch ein Nießbrauch hatten.

#### Elverfeldt genannt von Beverfoerde zu Werries
Der Ersteigerer war Friedrich Clemens von Elverfeldt zu Dahlhausen und Steinhausen, der es zum Stammsitz derer von Elverfeld genannt Beverförde-Werries machte. Mit diesem führte er noch zahlreiche Rechtsstreitigkeiten, wie etwa über den Kattmanns Kamp, in dessen Besitz er schließlich gelangte. 1789 erkannte Kaiser Joseph II. den Doppeltitel dem Freiherrn zu, der heute noch Bestandteil des Namens ist. Am 24. April 1792 heiratete er in Telgte Maria Anna Wilhelmine von und zu Westerholt-Gysenberg, einer Schülerin und möglichen Jugendliebe von Beethoven. 1802, noch vor dem Reichsdeputationshauptschluss, übernahm er das in seiner Familie erbliche Amt des Drosten im Amt Bocholt des Hochstifts Münster, und noch vor der Etablierung des Département de l’Ems-Supérieur war er von 1810 bis Februar 1814 Maire des Kantons Ostbevern. Geschickt konnte er die französische Landesherrschaft für seinen Aufstieg nutzen. Bei dieser Karriere kam ihm zugute, dass die preußische Besitzergreifung 1802/1803 zu einem Zerwürfnis innerhalb des alteingesessenen Adels geführt hatte. Er kollaborierte mit der Besatzungsmacht, wurde französischer Beamter und überrundete mit dem Titel Juge de Paix die Droste zu Vischerings, die als Herrn von Bevern die Rechtsprechung in Ostbevern als Drost bis 1809 ausgeübt hatten. Dabei nahm er eine führende, nicht uneigennützige Rolle bei der Säkularisation, der Aufhebung und der Verteilung der Klostergüter des Klosters Rengering und des Klosters Vinnenberg ein. Noch heute kann ein Kamin des Klosters Vinnenberg auf dem Schloss Loburg besichtigt werden. Auch als der Bau des Teilabschnittes der N3 die 1811 durch Napoleon als „routes imperiales“ oder Napoleonchaussee (Paris–Lüttich–Wesel–Hamburg, heute ein Teil der Bundesstraße 51 und der Hauptstraße Ostbeverns) angeordnet wurde, ließ er in Ostbevern und Umgebung bis zu 300 Arbeiter (insgesamt hatte Ostbevern 2221 Einwohner 1811, das fast gleich große Ladbergen Stand 1811 mit 2179 Einwohnern hatte dagegen nur 150 Arbeiter zu stellen) und 15 zweispännige Wagen dafür zwangsrekrutieren. Dabei wurde die Postroute von Münster nach Osnabrück, die seit 1688 über Ladbergen und Lengerich verlief, aus militärischen Gründen über Telgte, Ostbevern, Glandorf, Iburg geführt. In Ostbevern wurde als Relaisstation die Sachsenrast gebaut. Nach dem Ende Napoleon Bonaparte wechselte er wieder die Seiten. Doch brachten ihm die französischen Ämter in der Restauration sowohl bei den Deutschnationalen, wie etwa Heinrich Friedrich Karl vom und zum Stein, als auch bei den Konservativen, wie etwa Ludwig von Vincke, lebenslange Anfeindungen ein. Auch der preußische König Friedrich Wilhelm III. zeigte ihm die kalte Schulter. Erst nach seinem Tod wurde seinem Sohn Carl Adolf von Elverfeldt genannt von Beverfoerde zu Werries am 19. Dezember 1844 von Friedrich Wilhelm IV. rehabilitiert, indem er dessen Freiherrenstand anerkannte.

### Der Schlossbrand

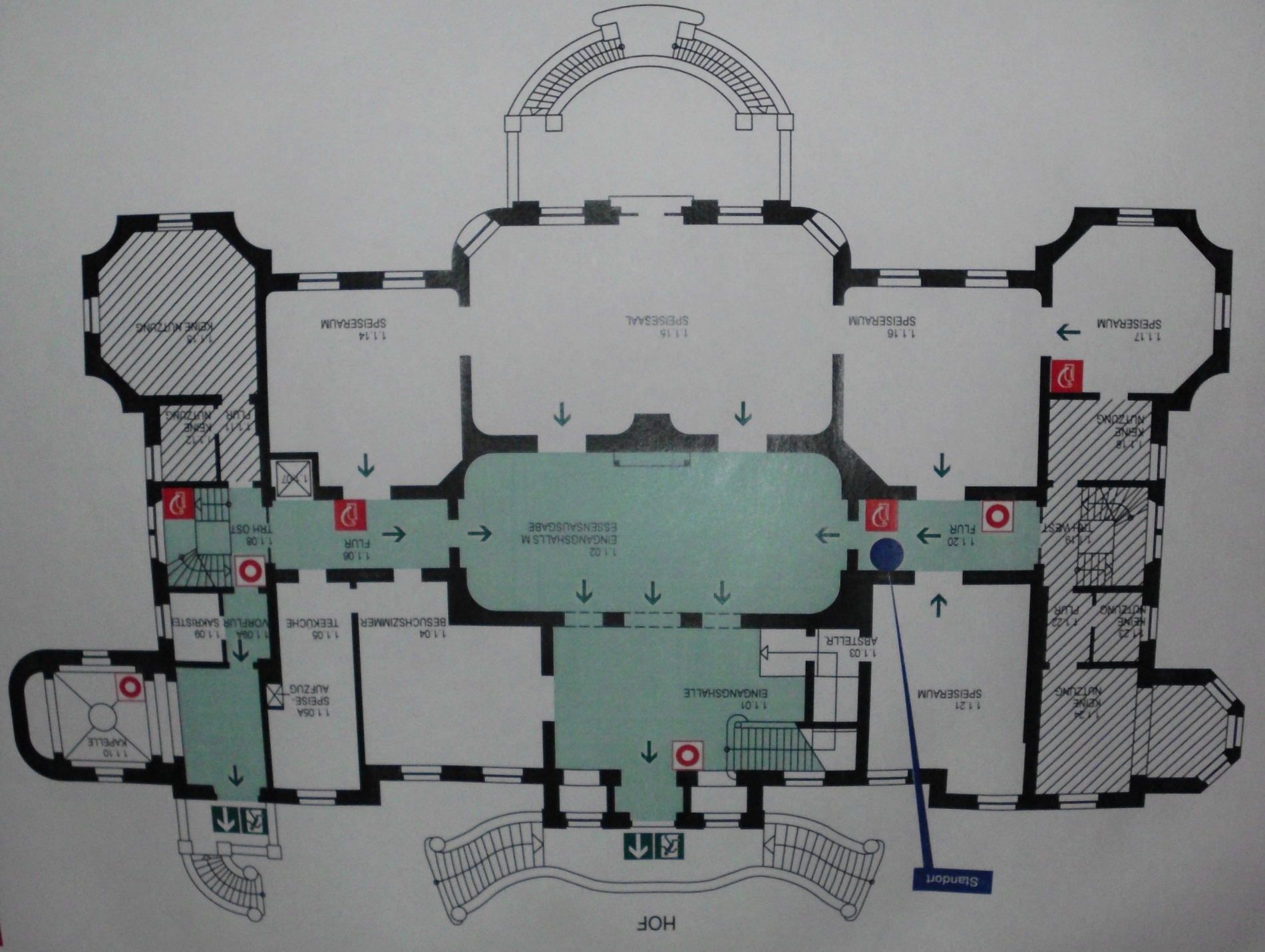
Grundriss der neuen Loburg

1899 fiel das Schloss einem verheerenden Brand zum Opfer. Das Unglück wurde durch einen lokalen Spökenkieker prophezeit.

„Er wollte gesehen haben, daß die Funken des durch den Blitzschlag entzündeten Schlosses weit nach Norden bis zu einer 200 Meter hohen Hecke flogen. Der Mann wurde ausgelacht. Aber dann traf doch alles fast genauso ein.“

Durch zwei Blitzschläge geriet das Schloss am 22. Juli 1899 in Brand und wurde bis auf die Grundmauern zerstört.

„Ostbevern, 23 Juli. Gestern, Samstag abend 8 Uhr, entlud sich ein sehr schweres Gewitter, welches bis ½ 11 Uhr andauerte, über unser Dorf und unsere Gemeinde. Nach allen Richtungen hin durchzogen unheimlich schlängelnde Blitze die Luft. … Da plötzlich wurde in Nordosten vom Dorf eine Rauchwolke sichtbar und meldete die Glocke Brand. Alles lief aus den Häusern und ‚wo brennt’s‘ war die einzige Frage. ‚Die Loburg brennt‘, lautete die Antwort. Zweimal war der Blitz in die Loburg eingeschlagen. Stärker und stärker wurden die Rauchwolken, und trotz der Bemühungen der Freuerwehr fiel das Dach des hohen Hauses ein, und es brannte alles, was nicht aus dem Hause getragen war. … Heute morgen übersiedelte der Freiherr von Beverförde-Werries mit seiner Familie und Herrn Dr. Neteler zu seinem Wohnsitze in Münster.“

#### Die verschollene Beethovensonate
Bei dem Brand ging auch eine unveröffentlichte handgeschriebene Sonate Beethovens – weil sie in einem Tresor lag, hatte man keine Kopie angefertigt – unwiederbringlich verloren. Beethoven hatte sie im Sommer 1791 Maria Anna Wilhelmine von und zu Westerholt-Gysenberg gewidmet. Sie war seine Schülerin auf Schloss Westerholt und in Münster und galt als vorzügliche Pianistin. Am 24. April 1792 heiratete sie Baron Friedrich Clemens von Elversfeldt genannt Beverförde-Werries. Aus der Ehe gingen vier Söhne und eine Tochter hervor. Maria Anna Wilhelmine blieb bis zu ihrem Tod in Ostbevern und wurde in der nach ihr benannten Anna-Kapelle an der Seite ihres Ehemanns bestattet.

### Der Schaedtlerbau
Schon ein Jahr nach dem Brand (1900–1901) wurde das Schloss – der Stammsitz derer von Beverförde zu Werries – durch einen neobarocken Bau des Architekten Hermann Schaedtler aus Hannover in erweiterter Form (im Ausmaß fast doppelt so groß) wiedererrichtet. Der Neubau ähnelt dem alten Schloss, was man dem Architekten zur Auflage gemacht hatte. Die Namenspatrone der Erbauer, Karl Borromäus und Kaiserin Adelheid, sind in den Fenstern der heutigen Hubertuskapelle dargestellt. Das Allianzwappen des Erbauers sowie sein Wahlspruch „DEUS ADIUTOR ET PROTECTOR MEUS“ (dt.: Gott mein Helfer und Schützer) sind im Mittelrisalit des Giebels angebracht. 1903 wurde der Loburger Park angelegt.
Nach dem Zweiten Weltkrieg, den das Schloss unbeschadet überstand, kam es zur Zwangseinquartierung von Flüchtlingen. Währenddessen hatten die christlichen Schulbrüder am 1. Oktober 1948 in Wadersloh das Gymnasium Johanneum wieder gegründet, das nun eine bischöfliche Schule und ein Knabenkonvikt werden sollte. Doch das bischöfliche Generalvikariat wollte nach Ostbevern in die Loburg, da dort mehr Platz zur Verfügung stand. Am 10. März 1951 fiel dann die Entscheidung, das Schloss an das Bistum Münster zu verpachten, und das Konvikt wurde nun nach Ostbevern verlegt, was nun das heutige Johanneum Loburg Ostbevern ist. Das Schloss mit allen Nebengebäuden wurde an das Bistum Münster übergeben. Die freiherrliche Familie bezog die ehemalige Rentei (Lütke Loburg). Bischof Michael Keller gründete das Collegium Johanneum, ein freies katholisches Internatsgymnasium. 1973 wurden die Vorgebäude des Schlosses abgerissen und durch Internatswohnungen für Schüler ersetzt. Die Form erinnert aber an die alten Gesindehäuser, wodurch der Hofcharakter gewahrt blieb.

### Vinnenberger Kamin
Im Schloss Loburg ist noch ein Kamin aus dem abgebrochenen Kloster Vinnenberg zu sehen. Zur Zeit der Säkularisation wurden im Kanton Ostbevern unter der Führung von Friedrich Clemens von Elverfeldt genannt Beverförde zu Werries die Klostergebäude mit Ausnahme der Kirche ab 1810 teilweise niedergelegt. Über dem aus Baumberger Sandstein gefertigten Kaminsims mit reichverzierten Wappen ist in der Mitte das Chronodistichon zu sehen: InsIgnIa heroICa pla VIrtVtVM InDICIa (1724).

## Internatsgymnasium „Collegium Johanneum“

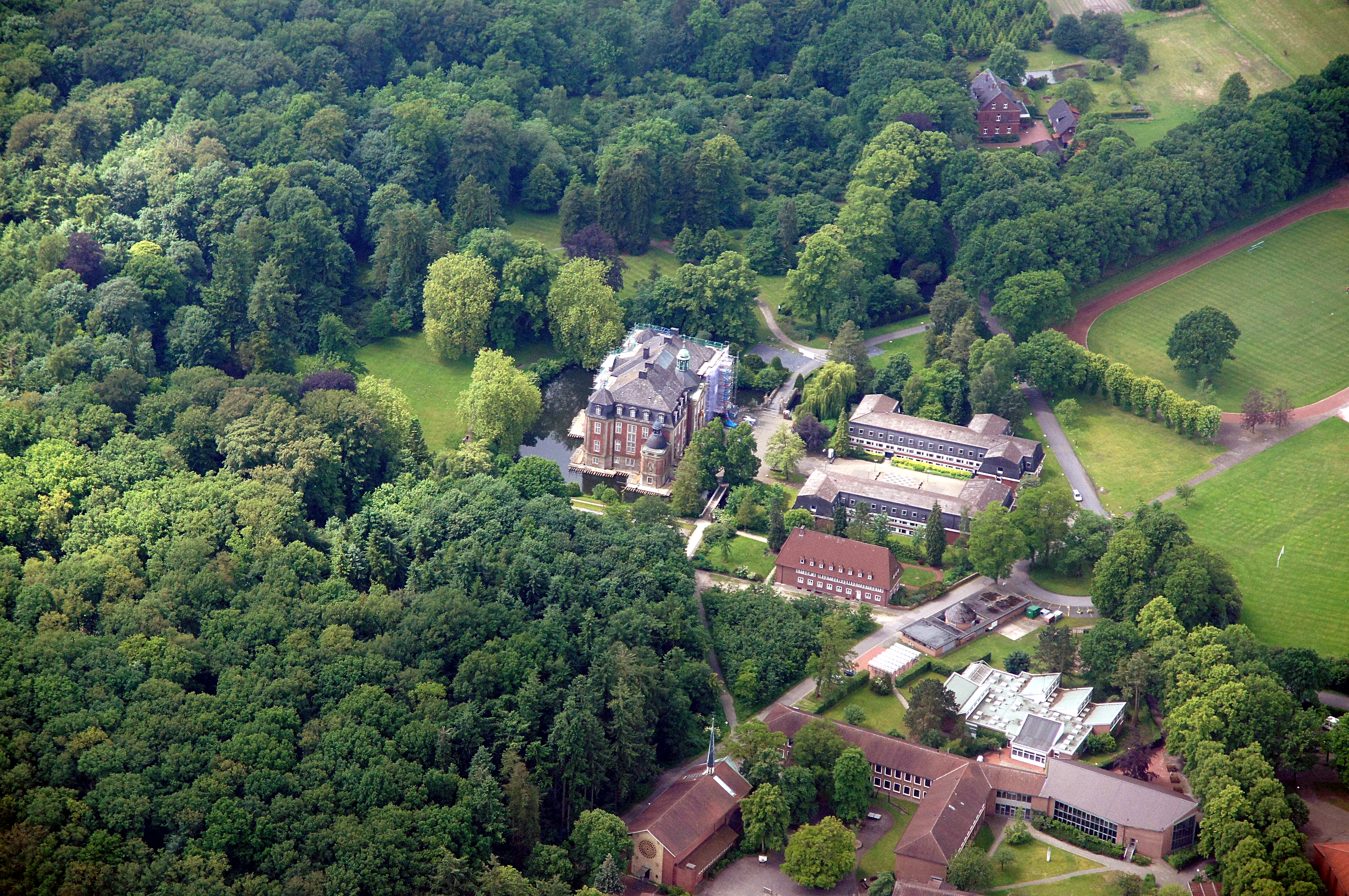
Luftbild (2014): in der Bildmitte Schloss Loburg mit Gräfte; rechts davon Internatsgebäude, im Vordergrund Schulgebäude und Johannes-Kirche

### Allgemeines
Das „Collegium Johanneum“, ein freies katholisches Internatsgymnasium des Bistums Münster, besteht seit 1953.
1967 wurde die Johannes-Kirche eingeweiht.
Seit dem Schuljahr 1994/95 werden Mädchen auf das Gymnasium aufgenommen (zunächst nur als „Externe“, also keine Bewohnerinnen des Internats). Der letzte Abiturjahrgang auf der reinen Jungenschule (1993/94) feierte seinen Abschied unter dem Motto „No woman, no cry – die letzten wahren Loburger“, während der erste gemischte Jahrgang (1994/95) das Motto „Ladies & Gentlemen“ wählte.
Das Internat war bis zum Schuljahr 2000/01 ein reines Jungeninternat. Seit dem Schuljahr 2001/02 werden auch Mädchen in das Internat aufgenommen. Seitdem wuchs die Anzahl der Mädchen im Internat beständig und mittlerweile stellen sie die Hälfte aller Internatsschüler.
Das Schloss Loburg und weitere Internatsgebäude sind in dem Film TKKG von 2019 zu sehen, wo sie als Kulisse für die Internatsschule der Hauptfiguren dienten.

### Internatsleiter
- bis 1953 Kunze
- 1953–1959 August Lückenkötter
- 1959–1965 Ludwig Averkamp
- 1965–1969: Walter Rensing[12]
- 1969–1978: Ulrich Zurkuhlen[13]
- 1978–1982: Hans Döink
- 1982–1988: Ferdinand Schumacher
- 1988–2010: Günter Witthake
- 2010–2013: Konrad von der Beeke
- 2014–2015: Oliver Niedostadek, Dorothee Reckert
- seit 2015: Oliver Niedostadek

### Schulleiter
- vor 1962: Josef Smolin
- 1962–1980: Josef Stenmans
- 1980–1994: Gert Beutgen
- 1995–2010: Günter Witthake
- 2010–2022: Michael Bertels
- seit 2022: Anja Stiglic

### Bekannte Absolventen
- Georg Ferdinand Freiherr von und zu Brenken, Präsident des Bonifatiuswerks der deutschen Katholiken
- Erwin Josef Ender, Erzbischof, ehemaliger Nuntius des Heiligen Stuhls in Deutschland

### Deutsche JuniorAkademien (DJA)
Seit 2007 ist Schloss Loburg ein Standort der Deutschen JuniorAkademien (DJA) und bietet derzeit 3 Kurse in Englisch für begabter und motivierter Schüler der Sekundarstufe 1 an.
Folgende Kurse werden im Jahr 2023 angeboten:
- Nanotechnology
- Biomimicry
- Investigating the physical Universe

## Veranstaltungen
- Sommerfest am letzten Sonntag vor den Sommerferien
- Adventsbasar am 1. Advent
- Loburger Waldlauf, an dem sich jährlich tausende Grundschüler versammeln, um den Schnellsten auf der 700 m langen Strecke zu ermitteln und um die bei diesem Ereignis traditionell ausgeschenkte Erbsensuppe zu genießen.
- Schloss Loburg ist mehrmals im Jahr Veranstaltungsort von Theateraufführungen, die teilweise aus dem eigenen Hause und zum anderen Teil von professionellen Bühnen stammen, sowie von Konzerten, zu denen nicht selten Spitzenmusiker eingeladen werden.

Bilder
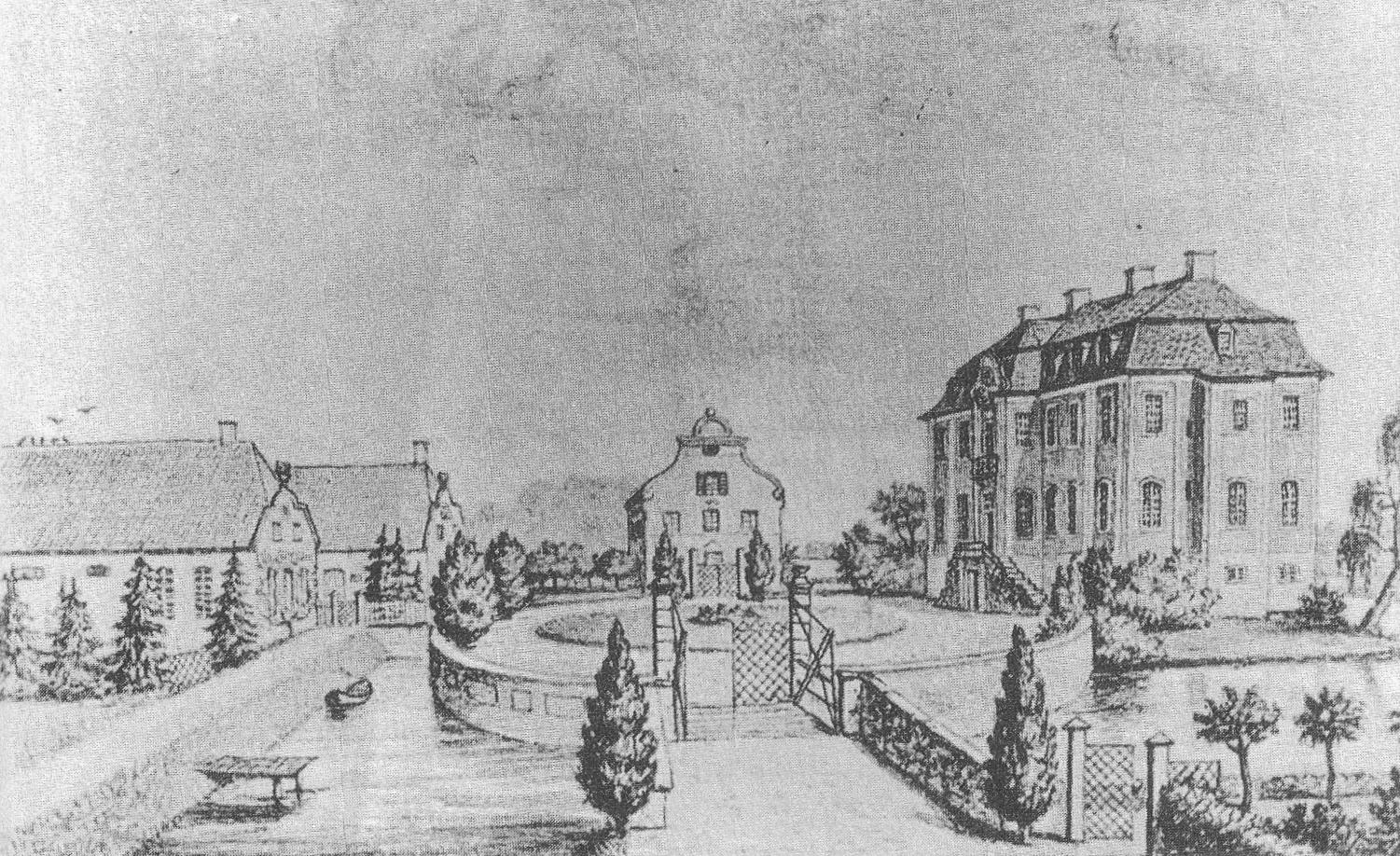
Die Anlage um 1760
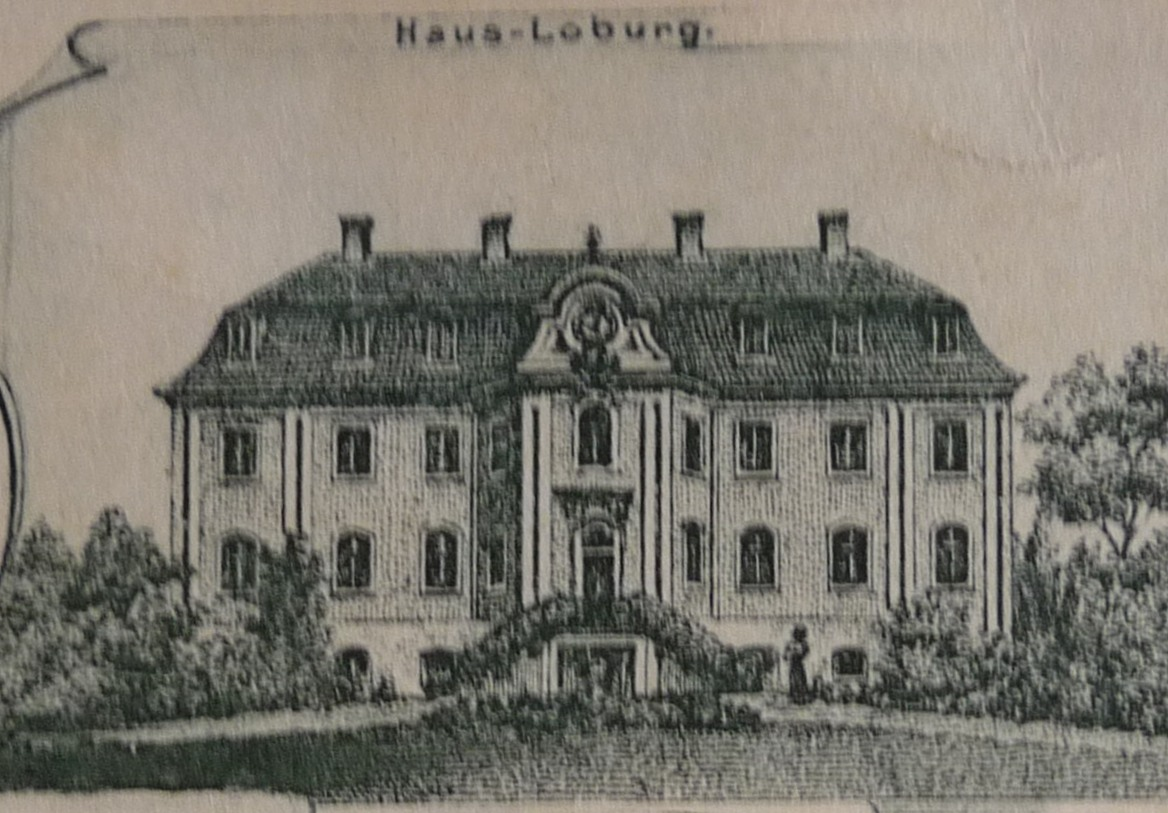
Der Schlaunbau von der Hofseite
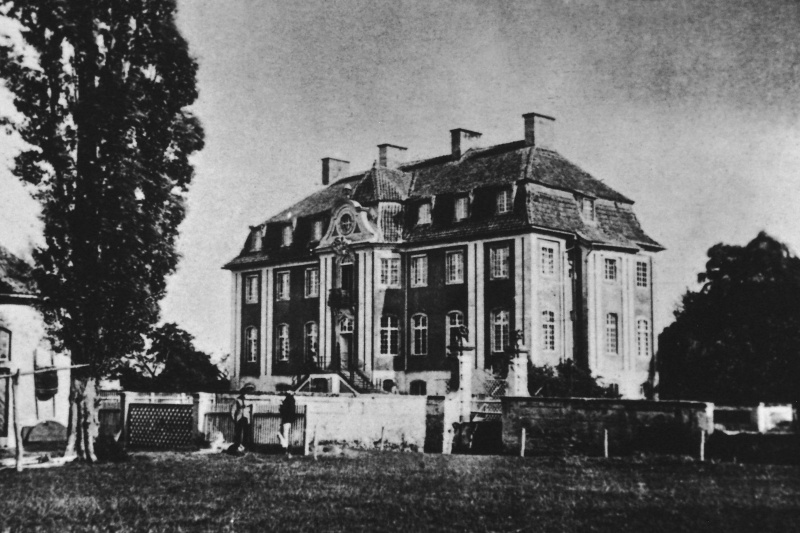
Schlaunbau von der Hofseite
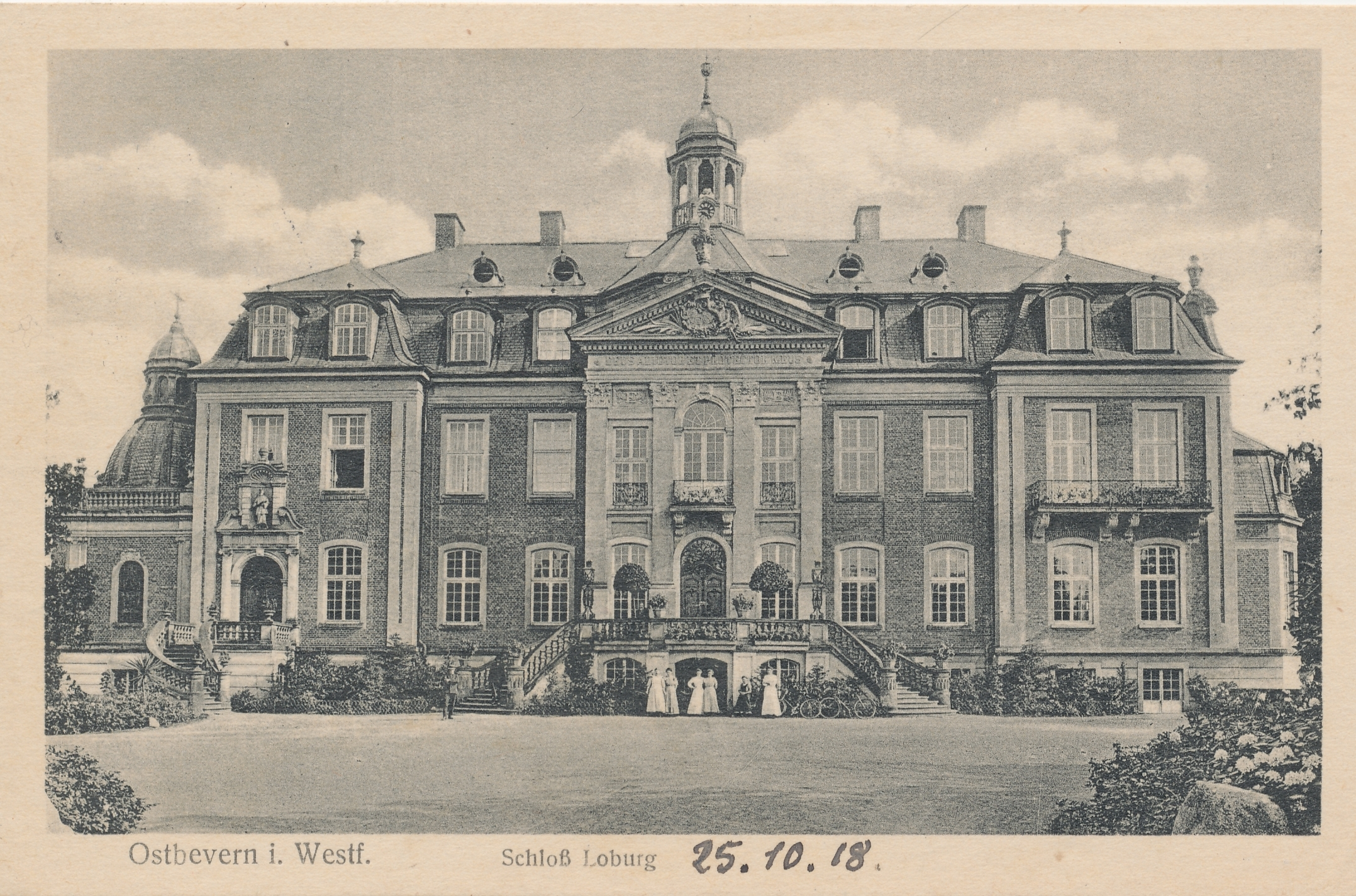
Der Schaedtlerbau von der Hofseite
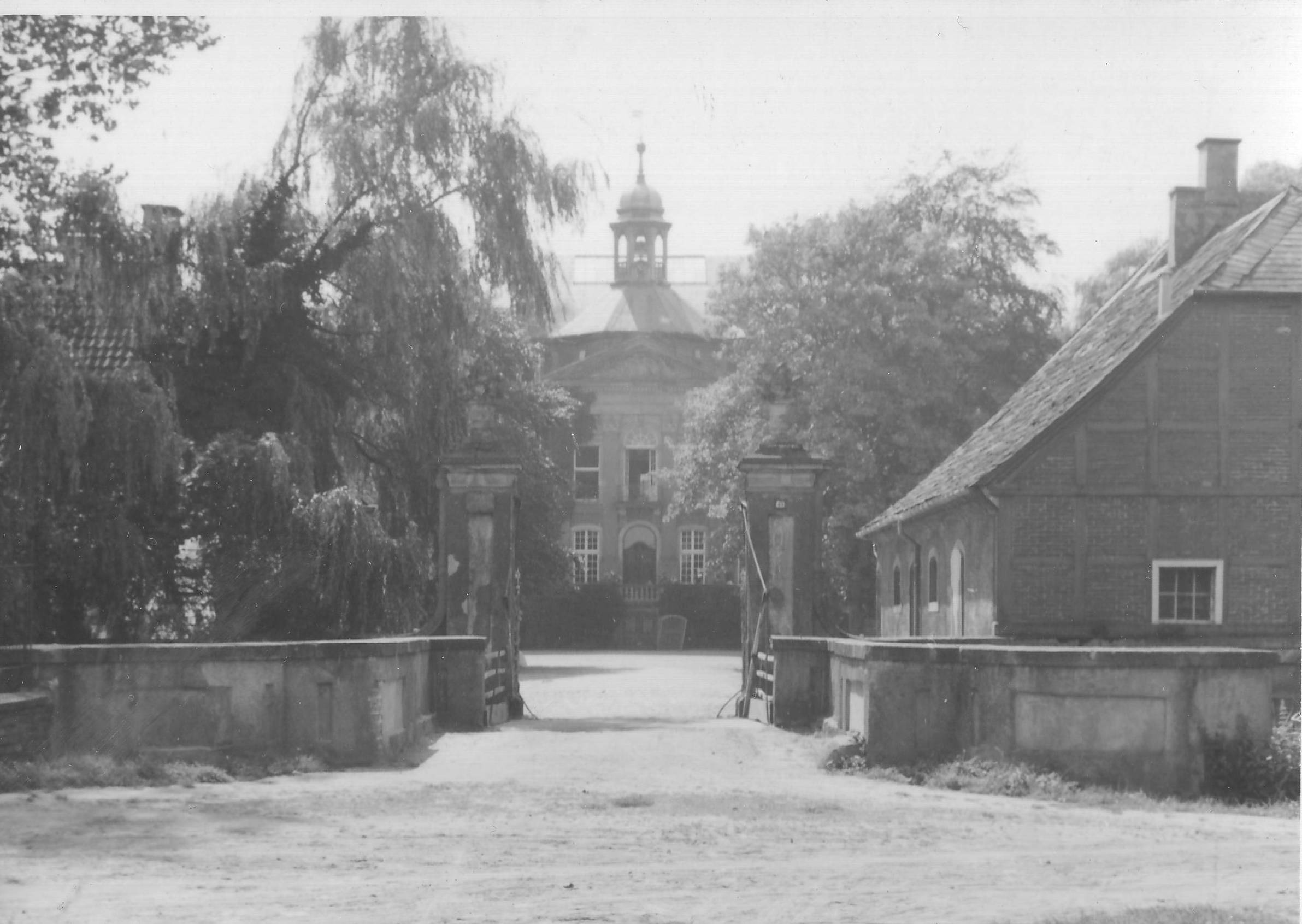
Das Wasserschloss mit den alten Gesindehäusern ca. 1960
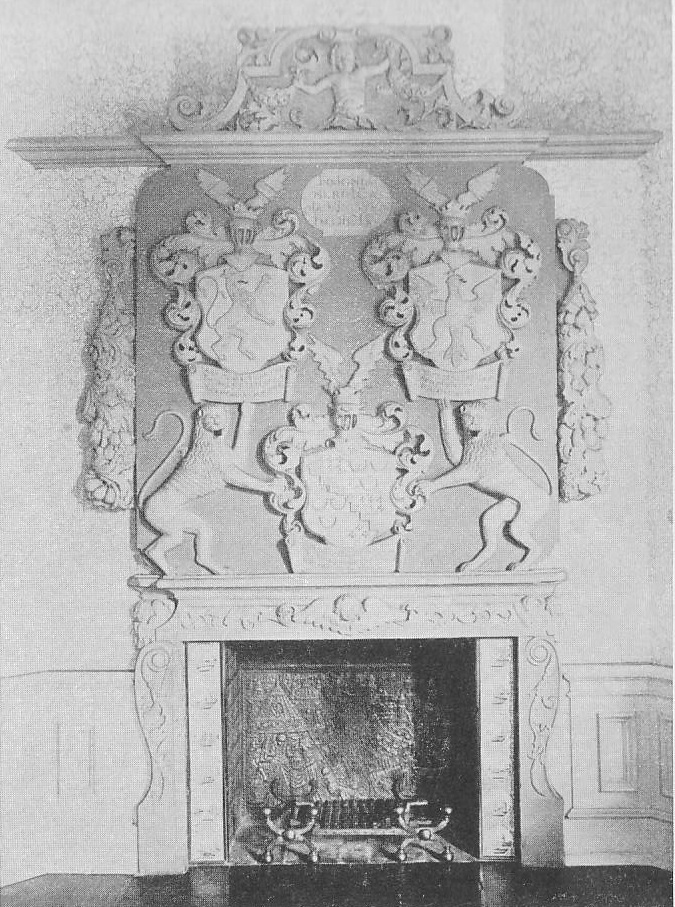
Der Vinnenberger Kamin auf Schloss Loburg 1928